# Škoda JS
ŠKODA JS a.s. (dříve ŠKODA Jaderné strojírenství nebo Závod výstavba jaderných elektráren) je strojírenská firma sídlící v Česku zaměřující se na výstavbu a servis jaderných elektráren doma i v zahraničí. Původně česká firma byla od roku 2004 do roku 2022 vlastněna ruskou skupinou OMZ, kterou ovládají dva neveřejné podílové investiční fondy spravované skupinou Gazprombank. V listopadu 2022 se po půlročním schvalování transakce antimonopolním úřadem stoprocentním vlastníkem společnosti stala skupina ČEZ. 
Společnost Škoda byla založena roku 1859, historie dnešní ŠKODA JS začíná v roce 1956. Za dobu své existence firma dodávala inženýring, zařízení a servis pro jaderné elektrárny, výzkumné reaktory a sklady vyhořelého jaderného paliva v Česku, Slovensku, Maďarsku, Ukrajině, Skandinávii, Francii, Německu, Číně a v dalších zemích. ŠKODA JS vyrobila a dodala 21 kompletních jaderných reaktorů typu VVER-440 a tři reaktory typu VVER-1000. Byla klíčovým dodavatelem při budování elektráren v Dukovanech a Temelíně, a také slovenských v Jaslovských Bohunicích a Mochovcích. Skupina ČEZ podala na Škodu JS žalobu, požaduje náhradu škody v celkové výši 2,8 mld. Kč s příslušenstvím.
ŠKODA JS je jedním z pěti hlavních dodavatelů výstavby 3. a 4. bloku jaderné elektrárny Mochovce, kde je finálním dodavatelem provozních systémů nových bloků – primárního okruhu, transportně-technologické části, spojovacího potrubí, vložených chladicích okruhů, části systému kontroly a řízení a dílen údržby. Zaměřuje se na inženýring a výrobu komponent a zařízení pro technologii VVER i pro západní typy reaktorů (tlakovodní reaktory typu PWR a varné reaktory typu BWR). Součástí inženýringu jsou dodávky a modernizace řídicích systémů jaderných bloků. Od 90. let vyrobila více než 450 kontejnerů na vyhořelé jaderné palivo. Je dodavatelem komplexní údržby a oprav zařízení budovy reaktoru všech šesti bloků na jaderných elektrárnách Dukovany a Temelín.
V červnu 2022 informoval mluvčí ČEZ Ladislav Kříž, že skupina ČEZ se stane 100% vlastníkem ŠKODA JS. Transakce je realizována ve spolupráci s WOOD & Company, která bude držet akcie do schválení obchodu, tak aby již nebyla společnost ohrožena protiruskými sankcemi z důvodu ruské invaze na Ukrajinu.

Transakce byla schválena v listopadu 2022.